# Gerry Connolly
Gerry Connolly właściwie Gerald Edward Connolly (ur. 30 marca 1950 w Bostonie, zm. 21 maja 2025 w Mantua w hrabstwie Fairfax) – amerykański polityk, członek Partii Demokratycznej.

## Działalność polityczna
W okresie od 3 stycznia 2009 do śmierci 21 maja 2025 przez dziewięć kadencji był przedstawicielem 11. okręgu wyborczego w stanie Wirginia w Izbie Reprezentantów Stanów Zjednoczonych. W latach 2020-2022 oraz w 2024 roku pełnił funckję prezydenta Zgromadzenia Parlamentarnego NATO.